# Gouverneur général d'Antigua-et-Barbuda
Le gouverneur général d'Antigua-et-Barbuda (en anglais : Governor-General of Antigua and Barbuda) est le chef d'État de facto d'Antigua-et-Barbuda. Il représente le chef d'État de jure, le monarque d'Antigua-et-Barbuda.

## Liste des gouverneurs généraux d'Antigua-et-Barbuda depuis 1981
- Sir Wilfred Jacobs, du 1er novembre 1981 au 10 juin 1993[1].
- Sir James Carlisle, du 10 juin 1993 au 14 juillet 2007.
- Dame Louise Lake-Tack, du 14 juillet 2007 au 13 août 2014.
- Sir Rodney Williams, depuis le 14 août 2014.